# قطعنامه ۱۵۲۵ شورای امنیت
قطعنامه ۱۵۲۵ شورای امنیت سازمان ملل متحد که در تاریخ ۳۰ ژانویه ۲۰۰۴ تصویب شد، سندی بین‌المللی دربارهٔ بررسی وضعیت خاورمیانه است. این قطعنامه طی نشست ۴۹۰۷ام با ۱۵ رای موافق، ۰ مخالف و ۰ ممتنع تصویب شد.